# カロン・バトラー
ジェームズ・カロン・バトラー（James Caron Butler、1980年3月13日 - ）はアメリカ合衆国ウィスコンシン州ラシーン出身のバスケットボール選手。現役時代にはNBAのワシントン・ウィザーズなどの9球団に所属したジャーニーマン。ポジションはスモールフォワード、シューティングガード。201cm、103kg。愛称はCaronimo、Tough Juice。2020年よりマイアミ・ヒートのアシスタントコーチを務めている。

## 経歴

### 学生時代
15歳になるまでに15回逮捕されるという荒んだ少年期を過ごした後、拘置所にてバスケットボールに目覚める。その後は奨学金を得て、コネチカット大学に進学。1年生の2001年8月には日本で開催されたFIBAヤングメン世界選手権（21歳以下）にアメリカ代表として来日し、優勝を飾った。2年生にはビッグイーストカンファレンスの年間最優秀選手に選ばれ、同校を同カンファレンストーナメント優勝と、NCAAトーナメントのElite8進出に導いた。

### NBA
2002年のNBAドラフトにてマイアミ・ヒートから1巡目10位で指名を受けてNBA入り。1年目の2002-03シーズンから先発で起用され、1試合平均15.6得点・5.1リバウンドの好成績を残し、オールルーキーファーストチームに選出された（新人王はアマーレ・スタウダマイアー）。2年目となる2003-04シーズンは怪我に悩まされたこともあり、成績は後退。シーズン終了後、シャキール・オニールとの交換でラマー・オドム、ブライアン・グラントと共にロサンゼルス・レイカーズに移籍する。
レイカーズでは1シーズンだけ所属し、2005年にワシントン・ウィザーズに移籍。ウィザーズでは前シーズンに攻守両面で活躍しながらチームを去ってしまったラリー・ヒューズの後釜としてのプレーが期待され、ヒューズとギルバート・アリーナス、アントワン・ジェイミソンで形成されていたビッグスリーの新たな一員となった。バトラーは持ち味であるフィジカルなディフェンスに加え得点面でも活躍、平均17.6得点・6.2リバウンドなどを記録し、ヒューズの穴を見事に埋めてチームの2年連続プレーオフ進出に貢献した。2006-07シーズンには19.1得点・7.4リバウンドとさらに成績を上げ、自身初のオールスターゲームにも出場。チームもカンファレンス上位に食い込むなど、好調なシーズンを送るかに見えたが、シーズン終盤になってエースのアリーナスが負傷によりチームから離脱すると、今度はバトラーが右手を骨折してしまい、以降プレーオフまで全て欠場を強いられることになった。
2007-08シーズンはアリーナスがシーズンの大半を欠場したが、彼のを穴を埋めるべくバトラーは奮戦。2008年1月27日のミルウォーキー・バックス戦では自身のキャリア唯一の1試合40得点を記録した。バトラー自身も怪我に苦しんだものの、自身初の平均20得点以上となる20.1得点を記録し、フリースロー成功率は90.1%でリーグ6位だった。アリーナスの欠場も、チームは逆に勝率を伸ばし、プレーオフ出場を果たした。
2010年、2月13日、ブレンダン・ヘイウッドらとともに、ジョシュ・ハワード、ドリュー・グッデン（17日に、クリッパーズへ移籍）、ジェームズ・シングルトン、クイントン・ロスと交換でダラス・マーベリックスに移籍した。
2010-111シーズン、マーベリックスが2011年のNBAファイナルに進出。4勝2敗で古巣のマイアミ・ヒートを下し、初の優勝を経験した（バトラー本人はケガで出場はできなかった）。
2011年オフ、FAとなりロサンゼルス・クリッパーズに移籍する。チャウンシー・ビラップスと共にベテランとして若いチームを引っ張った。
2013年8月29日、ミルウォーキー・バックスに移籍した
2014年3月1日、オクラホマシティ・サンダーと契約した。
2014年6月15日、デトロイト・ピストンズと2年900万ドルで契約した。
2015年7月10日、サクラメント・キングスと2年300万ドルで契約した。

## プレースタイル
愛称にもあるように、タフで情熱的なプレーを心情としている。NBA入り当初はフィジカルなディフェンスを評価されており、平均スティール数は毎シーズンリーグ上位に名を連ねている。近年ではオフェンス能力も開花しており、スリーポイントシュート成功率を伸ばすなどシュートエリアを着実に広げてきている。

## 人物
- ストローを銜えるのが癖で、試合中、ストローを噛んでいる。そのストローがどこのメーカーのものかを当てる、利き酒ならぬ利きストローができる[6]。出場中も噛んでいたが、リーグから苦情が出て、ベンチに座っている時のみにすることで合意した[7]。

## 個人成績

### レギュラーシーズン
| シーズン     | チーム       | GP  | GS  | MPG  | FG%  | 3P%  | FT%  | RPG | APG | SPG | BPG | TO  | PPG  |
| ------------ | ------------ | --- | --- | ---- | ---- | ---- | ---- | --- | --- | --- | --- | --- | ---- |
| 2002–03      | MIA          | 78  | 78  | 36.6 | .416 | .318 | .824 | 5.1 | 2.7 | 1.8 | .4  | 2.5 | 15.4 |
| 2003–04      | MIA          | 68  | 56  | 29.9 | .380 | .238 | .756 | 4.8 | 1.9 | 1.1 | .2  | 1.3 | 9.2  |
| 2004–05      | LAL          | 77  | 77  | 35.7 | .445 | .304 | .862 | 5.8 | 1.9 | 1.4 | .3  | 1.6 | 15.5 |
| 2005–06      | WAS          | 75  | 54  | 36.1 | .455 | .342 | .870 | 6.2 | 2.5 | 1.7 | .2  | 2.3 | 17.6 |
| 2006–07      | WAS          | 63  | 63  | 39.3 | .463 | .250 | .863 | 7.4 | 3.7 | 2.1 | .3  | 2.9 | 19.1 |
| 2007–08      | WAS          | 58  | 58  | 39.9 | .466 | .357 | .901 | 6.7 | 4.9 | 2.2 | .3  | 2.6 | 20.3 |
| 2008–09      | WAS          | 67  | 67  | 38.6 | .453 | .310 | .858 | 6.2 | 4.3 | 1.6 | .3  | 3.1 | 20.8 |
| 2009–10      | WAS          | 47  | 47  | 39.4 | .422 | .263 | .877 | 6.7 | 2.3 | 1.4 | .3  | 2.4 | 16.9 |
| 2009–10      | DAL          | 27  | 27  | 34.4 | .440 | .340 | .760 | 5.4 | 1.8 | 1.8 | .3  | 1.7 | 15.2 |
| 2009-10計    | DAL          | 74  | 74  | 37.6 | .428 | .290 | .838 | 6.2 | 2.1 | 1.6 | .3  | 2.2 | 16.3 |
| 2010–11      | DAL          | 29  | 29  | 29.9 | .450 | .431 | .773 | 4.1 | 1.6 | 1.0 | .3  | 1.7 | 15.0 |
| 2011–12      | LAC          | 63  | 63  | 29.7 | .407 | .358 | .813 | 3.7 | 1.2 | .8  | .1  | 1.2 | 12.0 |
| 2012–13      | LAC          | 78  | 78  | 24.1 | .424 | .388 | .833 | 2.9 | 1.0 | .7  | .1  | .9  | 10.4 |
| 2013–14      | MIL          | 34  | 13  | 24.1 | .387 | .361 | .839 | 4.6 | 1.6 | .7  | .3  | 1.5 | 11.0 |
| 2013–14      | OKC          | 22  | 0   | 27.2 | .409 | .441 | .842 | 3.2 | 1.2 | 1.1 | .3  | .4  | 9.7  |
| 2013-14計    | OKC          | 56  | 13  | 25.3 | .394 | .394 | .840 | 4.1 | 1.5 | .8  | .3  | 1.1 | 10.5 |
| 2014–15      | DET          | 78  | 21  | 20.8 | .407 | .379 | .902 | 2.5 | 1.0 | .6  | .1  | .6  | 5.9  |
| 2015–16      | SAC          | 17  | 1   | 10.4 | .424 | .167 | .833 | 1.3 | .6  | .5  | .1  | .2  | 3.7  |
| 通算：14年   | 通算：14年   | 881 | 732 | 32.2 | .434 | .348 | .847 | 5.0 | 2.3 | 1.3 | .2  | 1.8 | 14.1 |
| オールスター | オールスター | 1   | 0   | 15.6 | .143 | ---  | ---  | 4.0 | 1.0 | .0  | .0  | 1.0 | 2.0  |

- 2011-12シーズンは66試合で打ち切り
- 2008年のNBAオールスターゲームは不出場

### プレーオフ
| シーズン  | チーム    | GP | GS | MPG  | FG%  | 3P%  | FT%   | RPG  | APG | SPG | BPG | TO  | PPG  |
| --------- | --------- | -- | -- | ---- | ---- | ---- | ----- | ---- | --- | --- | --- | --- | ---- |
| 2004      | MIA       | 13 | 13 | 39.3 | .386 | .182 | .825  | 8.5  | 2.4 | 2.2 | .5  | 1.8 | 12.8 |
| 2006      | WAS       | 6  | 6  | 43.7 | .416 | .214 | .828  | 10.5 | 2.7 | 2.0 | .7  | 2.3 | 18.5 |
| 2008      | WAS       | 6  | 6  | 41.0 | .460 | .238 | .871  | 5.7  | 3.8 | 1.8 | .2  | 2.7 | 18.7 |
| 2010      | DAL       | 6  | 6  | 33.7 | .434 | .304 | .926  | 5.8  | 1.3 | 1.5 | .8  | 2.5 | 19.7 |
| 2012      | LAC       | 10 | 10 | 26.8 | .359 | .258 | .750  | 3.0  | 1.0 | .6  | .2  | 1.6 | 8.6  |
| 2013      | LAC       | 6  | 6  | 22.7 | .478 | .250 | 1.000 | 2.7  | .0  | .3  | .3  | 1.0 | 8.5  |
| 2014      | OKC       | 18 | 2  | 23.3 | .324 | .356 | .786  | 3.2  | .8  | .3  | .1  | .6  | 6.3  |
| 出場：7回 | 出場：7回 | 65 | 49 | 31.4 | .399 | .286 | .838  | 5.3  | 1.6 | 1.1 | .4  | 1.6 | 11.7 |